# Wereldbeker biatlon 2006/2007
De IBU wereldbeker biatlon voor het seizoen 2006/2007 ging van start op 29 november 2006. En eindigde op 18 maart 2007 in het Russische Chanty-Mansijsk. De wereldkampioenschappen die in het Italiaanse Antholz plaatsvonden, werden in de puntentelling voor de wereldbeker opgenomen.
De IBU organiseert zowel voor vrouwen als voor mannen een wereldbeker.
De algemene wereldbeker 2006/2007 werd bij de mannen gewonnen door de Duitser Michael Greis, Andrea Henkel won de wereldbeker bij de vrouwen.

## Mannen

### Kalender
| Datum                               | Plaats                      | Discipline            | Eerste                                                                             | Tweede                                                                     | Derde                                                                           |
| ----------------------------------- | --------------------------- | --------------------- | ---------------------------------------------------------------------------------- | -------------------------------------------------------------------------- | ------------------------------------------------------------------------------- |
| 30/11/2006                          | Östersund                   | 20 km individueel     | Ole Einar Bjørndalen                                                               | Andreas Birnbacher                                                         | Michael Greis                                                                   |
| 02/12/2006                          | Östersund                   | 10 km sprint          | Ole Einar Bjørndalen                                                               | Dmitri Jarosjenko                                                          | Michael Greis                                                                   |
| 03/12/2006                          | Östersund                   | 12,5 km achtervolging | Ole Einar Bjørndalen                                                               | Dmitri Jarosjenko                                                          | Raphaël Poirée                                                                  |
| 08/12/2006                          | Hochfilzen                  | 10 km sprint          | Ole Einar Bjørndalen                                                               | Michael Greis                                                              | Matthias Simmen                                                                 |
| 09/12/2006                          | Hochfilzen                  | 12,5 km achtervolging | Ole Einar Bjørndalen                                                               | Dmitri Jarosjenko                                                          | Ivan Tsjerezov                                                                  |
| 10/12/2006                          | Hochfilzen                  | 4 x 7,5 km estafette  | Rusland Ivan Tsjerezov Dmitri Jarosjenko Maxim Tsjoedov Sergej Rosjkov             | Duitsland Michael Rösch Alexander Wolf Sven Fischer Andreas Birnbacher     | Frankrijk Julien Robert Vincent Defrasne Ferréol Cannard Raphaël Poirée         |
| 14/12/2006                          | Hochfilzen vervangt Osrblie | 10 km sprint          | Michael Greis                                                                      | Maxim Tsjoedov                                                             | Björn Ferry                                                                     |
| 16/12/2006                          | Hochfilzen vervangt Osrblie | 10 km sprint          | Raphaël Poirée                                                                     | Michael Rösch                                                              | Sven Fischer                                                                    |
| 17/12/2006                          | Hochfilzen vervangt Osrblie | 4 x 7,5 km estafette  | Noorwegen Emil Hegle Svendsen Frode Andresen Lars Berger Halvard Hanevold          | Rusland Ivan Tsjerezov Maxim Tsjoedov Dmitri Jarosjenko Nikolaj Kroeglov   | Duitsland Ricco Groß Michael Rösch Sven Fischer Michael Greis                   |
| 04/01/2007                          | Oberhof                     | 4 x 7,5 km estafette  | Rusland Ivan Tsjerezov Maxim Tsjoedov Dmitri Jarosjenko Nikolaj Kroeglov           | Duitsland Michael Rösch Sven Fischer Andreas Birnbacher Michael Greis      | Noorwegen Ole Einar Bjørndalen Lars Berger Emil Hegle Svendsen Halvard Hanevold |
| 06/01/2007                          | Oberhof                     | 10 km sprint          | Nikolaj Kroeglov                                                                   | Michael Greis                                                              | Rene L. Vuillermoz                                                              |
| 07/01/2007                          | Oberhof                     | 12,5 km achtervolging | Nikolaj Kroeglov                                                                   | Dmitri Jarosjenko                                                          | Maxim Tsjoedov                                                                  |
| 11/01/2007                          | Ruhpolding                  | 4 x 7,5 km estafette  | Noorwegen Emil Hegle Svendsen Halvard Hanevold Frode Andresen Ole Einar Bjørndalen | Rusland Ivan Tsjerezov Maxim Tsjoedov Dmitri Jarosjenko Nikolaj Kroeglov   | Duitsland Ricco Groß Michael Rösch Andreas Birnbacher Alexander Wolf            |
| 13/01/2007                          | Ruhpolding                  | 10 km sprint          | Ole Einar Bjørndalen                                                               | Halvard Hanevold                                                           | Emil Hegle Svendsen                                                             |
| 14/01/2007                          | Ruhpolding                  | 15 km massastart      | Ole Einar Bjørndalen                                                               | Emil Hegle Svendsen                                                        | Christoph Sumann                                                                |
| 18/01/2007                          | Pokljuka                    | 10 km sprint          | Alexander Wolf                                                                     | Björn Ferry                                                                | Emil Hegle Svendsen                                                             |
| 20/01/2007                          | Pokljuka                    | 12,5 km achtervolging | Christoph Sumann                                                                   | Alexander Wolf                                                             | Vincent Defrasne                                                                |
| 21/01/2007                          | Pokljuka                    | 15 km massastart      | Christoph Sumann                                                                   | Vincent Defrasne                                                           | Andreas Birnbacher                                                              |
| Wereldkampioenschappen biatlon 2007 |                             |                       |                                                                                    |                                                                            |                                                                                 |
| 03/02/2007                          | Antholz                     | 10 km sprint          | Ole Einar Bjørndalen                                                               | Michal Slesingr                                                            | Andrij Derysemlja                                                               |
| 04/02/2007                          | Antholz                     | 12,5 km achtervolging | Ole Einar Bjørndalen                                                               | Maxim Tsjoedov                                                             | Vincent Defrasne                                                                |
| 06/02/2007                          | Antholz                     | 20 km individueel     | Raphaël Poirée                                                                     | Michael Greis                                                              | Michal Slesingr                                                                 |
| 10/02/2007                          | Antholz                     | 4 x 7,5 km estafette  | Rusland Ivan Tsjerezov Maxim Tsjoedov Dmitri Jarosjenko Nikolaj Kroeglov           | Noorwegen Halvard Hanevold Lars Berger Frode Andresen Ole Einar Bjørndalen | Duitsland Ricco Groß Michael Rösch Sven Fischer Michael Greis                   |
| 11/02/2007                          | Antholz                     | 15 km massastart      | Michael Greis                                                                      | Andreas Birnbacher                                                         | Raphaël Poirée                                                                  |
| 01/03/2007                          | Lahti                       | 20 km individueel     | Raphaël Poirée                                                                     | Simon Fourcade                                                             | Alexander Wolf                                                                  |
| 03/03/2007                          | Lahti                       | 10 km sprint          | Raphaël Poirée                                                                     | Alexander Os                                                               | Hans Martin Gjedrem                                                             |
| 04/03/2007                          | Lahti                       | 12,5 km achtervolging | Raphaël Poirée                                                                     | Michael Greis                                                              | Sven Fischer                                                                    |
| 08/03/2007                          | Oslo                        | 20 km individueel     | Raphaël Poirée                                                                     | Michael Greis                                                              | Dmitri Jarosjenko                                                               |
| 10/03/2007                          | Oslo                        | 12,5 km achtervolging | Ole Einar Bjørndalen                                                               | Raphaël Poirée                                                             | Michael Greis                                                                   |
| 11/03/2007                          | Oslo                        | 15 km massastart      | Ole Einar Bjørndalen                                                               | Raphaël Poirée                                                             | Sven Fischer                                                                    |
| 15/03/2007                          | Chanty-Mansijsk             | 10 km sprint          | Michael Rösch                                                                      | Maxim Tsjoedov                                                             | Andrej Makovejev                                                                |
| 17/03/2007                          | Chanty-Mansijsk             | 12,5 km achtervolging | Maxim Tsjoedov                                                                     | Björn Ferry                                                                | Stian Eckhoff                                                                   |
| 18/03/2007                          | Chanty-Mansijsk             | 15 km massastart      | Ivan Tsjerezov                                                                     | Michael Greis                                                              | Sven Fischer                                                                    |

### Eindstanden
| Algemene wereldbeker        |                      |      |        |
| #                           | Naam                 | Land | Punten |
| 1                           | Michael Greis        | GER  | 794    |
| 2                           | Ole Einar Bjørndalen | NOR  | 736    |
| 3                           | Raphaël Poirée       | FRA  | 709    |
| 4                           | Ivan Tsjerezov       | RUS  | 673    |
| 5                           | Dmitri Jarosjenko    | RUS  | 619    |
| 6                           | Sven Fischer         | GER  | 618    |
| 7                           | Björn Ferry          | SWE  | 608    |
| 8                           | Nikolaj Kroeglov     | RUS  | 586    |
| 9                           | Christoph Sumann     | AUT  | 552    |
| 10                          | Halvard Hanevold     | NOR  | 550    |
| 11                          | Michael Rösch        | GER  | 539    |
| 12                          | Maksim Tsjoedov      | RUS  | 518    |
| 13                          | Andreas Birnbacher   | GER  | 514    |
| 14                          | Sergej Rosjkov       | RUS  | 501    |
| 15                          | Vincent Defrasne     | FRA  | 440    |
| 16                          | Michal Šlesingr      | CZE  | 390    |
| 17                          | Emil Hegle Svendsen  | NOR  | 381    |
| 18                          | Tomasz Sikora        | POL  | 376    |
| 19                          | Friedrich Pinter     | AUT  | 351    |
| 20                          | Alexander Wolf       | GER  | 347    |
| Eindstand na 27 wedstrijden |                      |      |        |

| Landenklassement            |                  |        |
| #                           | Land             | Punten |
| 1                           | Rusland          | 6084   |
| 2                           | Duitsland        | 6059   |
| 3                           | Noorwegen        | 5992   |
| 4                           | Frankrijk        | 5321   |
| 5                           | Oostenrijk       | 5065   |
| 6                           | Zweden           | 4927   |
| 7                           | Tsjechië         | 4920   |
| 8                           | Italië           | 4349   |
| 9                           | Oekraïne         | 4254   |
| 10                          | Verenigde Staten | 4244   |
| 11                          | Zwitserland      | 3954   |
| Eindstand na 19 wedstrijden |                  |        |

| Estafettes                 |                  |        |
| #                          | Land             | Punten |
| 1                          | Rusland          | 196    |
| 2                          | Noorwegen        | 189    |
| 3                          | Duitsland        | 178    |
| 4                          | Oostenrijk       | 154    |
| 5                          | Tsjechië         | 144    |
| 6                          | Frankrijk        | 137    |
| 7                          | Zweden           | 136    |
| 8                          | Oekraïne         | 124    |
| 9                          | Italië           | 122    |
| 10                         | Verenigde Staten | 110    |
| 11                         | Zwitserland      | 108    |
| Eindstand na 5 wedstrijden |                  |        |

| Wereldbeker 10 km sprint    |                      |      |        |
| #                           | Naam                 | Land | Punten |
| 1                           | Michael Greis        | GER  | 299    |
| 2                           | Björn Ferry          | SWE  | 272    |
| 3                           | Nikolaj Kroeglov     | RUS  | 242    |
| 4                           | Halvard Hanevold     | NOR  | 232    |
| 5                           | Sven Fischer         | GER  | 223    |
| 6                           | Raphaël Poirée       | FRA  | 207    |
| 7                           | Michael Rösch        | GER  | 207    |
| 8                           | Maksim Tsjoedov      | RUS  | 204    |
| 9                           | Ivan Tsjerezov       | RUS  | 204    |
| 10                          | Ole Einar Bjørndalen | NOR  | 201    |
| Eindstand na 10 wedstrijden |                      |      |        |

| Wereldbeker 12,5 km achtervolging |                      |      |        |
| #                                 | Naam                 | Land | Punten |
| 1                                 | Dmitri Jarosjenko    | RUS  | 271    |
| 2                                 | Ole Einar Bjørndalen | NOR  | 265    |
| 3                                 | Ivan Tsjerezov       | RUS  | 208    |
| 4                                 | Maksim Tsjoedov      | RUS  | 200    |
| 5                                 | Michael Greis        | GER  | 191    |
| 6                                 | Sven Fischer         | GER  | 190    |
| 7                                 | Raphaël Poirée       | FRA  | 173    |
| 8                                 | Björn Ferry          | SWE  | 170    |
| 9                                 | Sergej Rosjkov       | RUS  | 161    |
| 10                                | Vincent Defrasne     | FRA  | 155    |
| Eindstand na 8 wedstrijden        |                      |      |        |

| Wereldbeker 15 km massastart |                      |      |        |
| #                            | Naam                 | Land | Punten |
| 1                            | Ole Einar Bjørndalen | NOR  | 180    |
| 2                            | Christoph Sumann     | AUT  | 153    |
| 3                            | Raphaël Poirée       | FRA  | 147    |
| 4                            | Ivan Tsjerezov       | RUS  | 145    |
| 5                            | Vincent Defrasne     | FRA  | 139    |
| 6                            | Sven Fischer         | GER  | 136    |
| 7                            | Michael Greis        | GER  | 135    |
| 8                            | Andreas Birnbacher   | GER  | 131    |
| 9                            | Michael Rösch        | GER  | 119    |
| 10                           | Frode Andresen       | NOR  | 113    |
| Eindstand na 5 wedstrijden   |                      |      |        |

| Wereldbeker 20 km individueel |                      |      |        |
| #                             | Naam                 | Land | Punten |
| 1                             | Raphaël Poirée       | FRA  | 150    |
| 2                             | Michael Greis        | GER  | 135    |
| 3                             | Ivan Tsjerezov       | RUS  | 105    |
| 4                             | Michal Šlesingr      | CZE  | 103    |
| 5                             | Dmitri Jarosjenko    | RUS  | 97     |
| 6                             | Ole Einar Bjørndalen | NOR  | 90     |
| 7                             | Halvard Hanevold     | NOR  | 87     |
| 8                             | Simon Fourcade       | FRA  | 76     |
| 9                             | Nikolaj Kroeglov     | RUS  | 76     |
| 10                            | Christoph Sumann     | AUT  | 74     |
| Eindstand na 4 wedstrijden    |                      |      |        |

## Vrouwen

### Kalender
| Datum                               | Plaats                      | Discipline          | Eerste                                                                            | Tweede                                                                            | Derde                                                                             |
| ----------------------------------- | --------------------------- | ------------------- | --------------------------------------------------------------------------------- | --------------------------------------------------------------------------------- | --------------------------------------------------------------------------------- |
| 29/11/2006                          | Östersund                   | 15 km individueel   | Irina Malgina                                                                     | Liv-Kjersti Eikeland                                                              | Zina Kocher                                                                       |
| 01/12/2006                          | Östersund                   | 7,5 km sprint       | Magdalena Gwizdon                                                                 | Kati Wilhelm                                                                      | Martina Glagow                                                                    |
| 03/12/2006                          | Östersund                   | 10 km achtervolging | Linda Grubben                                                                     | Anna Carin Olofsson                                                               | Magdalena Gwizdon                                                                 |
| 08/12/2006                          | Hochfilzen                  | 7,5 km sprint       | Andrea Henkel                                                                     | Magdalena Gwizdon                                                                 | Kong Yingchao                                                                     |
| 09/12/2006                          | Hochfilzen                  | 10 km achtervolging | Andrea Henkel                                                                     | Linda Grubben                                                                     | Anna Carin Olofsson                                                               |
| 10/12/2006                          | Hochfilzen                  | 4 x 6 km estafette  | Rusland Anna Bogali-Titovets Olga Anissimova Irina Malgina Natalja Goesseva       | Duitsland Martina Glagow Andrea Henkel Magdalena Neuner Kati Wilhelm              | Noorwegen Tora Berger Ann Kristin Flatland Jori Mørkve Linda Grubben              |
| 13/12/2006                          | Hochfilzen vervangt Osrblie | 15 km achtervolging | Andrea Henkel                                                                     | Martina Glagow                                                                    | Oksana Khvostenko                                                                 |
| 15/12/2006                          | Hochfilzen vervangt Osrblie | 7,5 km sprint       | Anna Carin Olofsson                                                               | Sandrine Bailly                                                                   | Andrea Henkel                                                                     |
| 17/12/2006                          | Hochfilzen vervangt Osrblie | 4 x 6 km estafette  | Frankrijk Florence Baverel-Robert Delphyne Peretto Sylvie Becaert Sandrine Bailly | Rusland Anna Bogali-Titovets Tatjana Moissejeva Anna Boeligina Natalja Goesseva   | China Dong Xue Kong Yingchao Qiao Yin Liu Xianying                                |
| 03/01/2007                          | Oberhof                     | 4 x 6 km estafette  | Frankrijk Florence Baverel-Robert Delphyne Peretto Sylvie Becaert Sandrine Bailly | Duitsland Martina Glagow Andrea Henkel Kathrin Hitzer Kati Wilhelm                | China Kong Yingchao Dong Xue Qiao Yin Liu Xianying                                |
| 05/01/2007                          | Oberhof                     | 7,5 km sprint       | Magdalena Neuner                                                                  | Andrea Henkel                                                                     | Martina Glagow                                                                    |
| 07/01/2007                          | Oberhof                     | 10 km achtervolging | Linda Grubben                                                                     | Sandrine Bailly                                                                   | Magdalena Neuner                                                                  |
| 10/01/2007                          | Ruhpolding                  | 4 x 6 km estafette  | Rusland Anna Bogali-Titovets Olga Anissimova Irina Malgina Natalja Goesseva       | Duitsland Kathrin Hitzer Magdalena Neuner Simone Denkinger Kati Wilhelm           | Frankrijk Florence Baverel-Robert Delphyne Peretto Sylvie Becaert Sandrine Bailly |
| 12/01/2007                          | Ruhpolding                  | 7,5 km sprint       | Sandrine Bailly                                                                   | Anna Carin Olofsson                                                               | F.Baverel-Robert                                                                  |
| 14/01/2007                          | Ruhpolding                  | 12,5 km massastart  | Anna Carin Olofsson                                                               | Kati Wilhelm                                                                      | Linda Grubben                                                                     |
| 17/01/2007                          | Pokljuka                    | 7,5 km sprint       | Anna Carin Olofsson                                                               | Tatjana Moissejeva                                                                | Kati Wilhelm                                                                      |
| 19/01/2007                          | Pokljuka                    | 10 km achtervolging | Kati Wilhelm                                                                      | Tatjana Moissejeva                                                                | Natalja Sokolova                                                                  |
| 21/01/2007                          | Pokljuka                    | 12,5 km massastart  | Oksana Khvostenko                                                                 | Kati Wilhelm                                                                      | Tadeja Brankovic                                                                  |
| Wereldkampioenschappen biatlon 2007 |                             |                     |                                                                                   |                                                                                   |                                                                                   |
| 03/02/2007                          | Antholz                     | 7,5 km sprint       | Magdalena Neuner                                                                  | Anna Carin Olofsson                                                               | Natalja Goesseva                                                                  |
| 04/02/2007                          | Antholz                     | 10 km achtervolging | Magdalena Neuner                                                                  | Linda Grubben                                                                     | Anna Carin Olofsson                                                               |
| 07/02/2007                          | Antholz                     | 15 km individueel   | Linda Grubben                                                                     | F.Baverel-Robert                                                                  | Martina Glagow                                                                    |
| 10/02/2007                          | Antholz                     | 12,5 km massastart  | Andrea Henkel                                                                     | Martina Glagow                                                                    | Kati Wilhelm                                                                      |
| 11/02/2007                          | Antholz                     | 4 x 6 km estafette  | Duitsland Martina Glagow Andrea Henkel Magdalena Neuner Kati Wilhelm              | Frankrijk Florence Baverel-Robert Delphyne Peretto Sylvie Becaert Sandrine Bailly | Noorwegen Tora Berger Ann Kristin Flatland Jori Mørkve Linda Grubben              |
| 28/02/2007                          | Lahti                       | 15 km individueel   | Andrea Henkel                                                                     | F.Baverel-Robert                                                                  | Kati Wilhelm                                                                      |
| 02/03/2007                          | Lahti                       | 7,5 km sprint       | Martina Glagow                                                                    | Kati Wilhelm                                                                      | Jekaterina Joerjeva                                                               |
| 04/03/2007                          | Lahti                       | 10 km achtervolging | Martina Glagow                                                                    | Kati Wilhelm                                                                      | Kathrin Hitzer                                                                    |
| 08/03/2007                          | Oslo                        | 7,5 km sprint       | Andrea Henkel                                                                     | Jekaterina Joerjeva                                                               | Magdalena Neuner                                                                  |
| 10/03/2007                          | Oslo                        | 10 km achtervolging | Magdalena Neuner                                                                  | Andrea Henkel                                                                     | Kati Wilhelm                                                                      |
| 11/03/2007                          | Oslo                        | 12,5 km massastart  | Magdalena Neuner                                                                  | Kathrin Hitzer                                                                    | Jekaterina Joerjeva                                                               |
| 15/03/2007                          | Chanty-Mansijsk             | 7,5 km sprint       | Magdalena Neuner                                                                  | Andrea Henkel                                                                     | Anna Carin Olofsson                                                               |
| 17/03/2007                          | Chanty-Mansijsk             | 10 km achtervolging | Magdalena Neuner                                                                  | Anna Carin Olofsson                                                               | Andrea Henkel                                                                     |
| 18/03/2007                          | Chanty-Mansijsk             | 12,5 km massastart  | Helena Jonsson                                                                    | Oksana Khvostenko                                                                 | Kathrin Hitzer                                                                    |

### Eindstanden
| Algemene wereldbeker        |                         |      |        |
| #                           | Naam                    | Land | Punten |
| 1                           | Andrea Henkel           | GER  | 870    |
| 2                           | Kati Wilhelm            | GER  | 863    |
| 3                           | Anna Carin Olofsson     | SWE  | 860    |
| 4                           | Magdalena Neuner        | GER  | 720    |
| 5                           | Florence Baverel-Robert | FRA  | 671    |
| 6                           | Linda Grubben           | NOR  | 562    |
| 7                           | Martina Glagow          | GER  | 551    |
| 8                           | Sandrine Bailly         | FRA  | 530    |
| 9                           | Oksana Khvostenko       | UKR  | 505    |
| 10                          | Kathrin Hitzer          | GER  | 502    |
| 11                          | Tadeja Brankovič        | SLO  | 447    |
| 12                          | Teja Gregorin           | SLO  | 469    |
| 13                          | Jekaterina Jurjeva      | RUS  | 457    |
| 14                          | Tora Berger             | NOR  | 450    |
| 15                          | Kong Yingchao           | CHN  | 429    |
| 16                          | Magdalena Gwizdoń       | POL  | 426    |
| 17                          | Helena Jonsson          | SWE  | 394    |
| 18                          | Natalia Sokolova        | BLR  | 345    |
| 19                          | Katrin Apel             | GER  | 344    |
| 20                          | Tatiana Moisejeva       | RUS  | 310    |
| Eindstand na 27 wedstrijden |                         |      |        |

| Landenklassement            |             |        |
| #                           | Land        | Punten |
| 1                           | Duitsland   | 6272   |
| 2                           | Rusland     | 5659   |
| 3                           | Frankrijk   | 5618   |
| 4                           | Noorwegen   | 5351   |
| 5                           | China       | 5208   |
| 6                           | Zweden      | 5080   |
| 7                           | Wit-Rusland | 4967   |
| 8                           | Slovenië    | 4839   |
| 9                           | Oekraïne    | 4513   |
| 10                          | Polen       | 4172   |
| Eindstand na 19 wedstrijden |             |        |

| Estafettes                 |             |        |
| #                          | Land        | Punten |
| 1                          | Frankrijk   | 189    |
| 2                          | Duitsland   | 188    |
| 3                          | Rusland     | 180    |
| 4                          | Noorwegen   | 166    |
| 5                          | China       | 157    |
| 6                          | Wit-Rusland | 142    |
| 7                          | Oekraïne    | 116    |
| 8                          | Zweden      | 111    |
| 9                          | Italië      | 108    |
| 10                         | Polen       | 106    |
| Eindstand na 5 wedstrijden |             |        |

| Wereldbeker 7,5 km sprint   |                         |      |        |
| #                           | Naam                    | Land | Punten |
| 1                           | Anna Carin Olofsson     | SWE  | 351    |
| 2                           | Kati Wilhelm            | GER  | 317    |
| 3                           | Andrea Henkel           | GER  | 313    |
| 4                           | Magdalena Neuner        | GER  | 285    |
| 5                           | Sandrine Bailly         | FRA  | 254    |
| 6                           | Florence Baverel-Robert | FRA  | 228    |
| 7                           | Kathrin Hitzer          | GER  | 190    |
| 8                           | Magdalena Gwizdoń       | POL  | 189    |
| 9                           | Linda Grubben           | NOR  | 185    |
| 10                          | Martina Glagow          | GER  | 179    |
| Eindstand na 10 wedstrijden |                         |      |        |

| Wereldbeker 10 km achtervolging |                         |      |        |
| #                               | Naam                    | Land | Punten |
| 1                               | Kati Wilhelm            | GER  | 284    |
| 2                               | Magdalena Neuner        | GER  | 283    |
| 3                               | Andrea Henkel           | GER  | 267    |
| 4                               | Anna Carin Olofsson     | SWE  | 263    |
| 5                               | Linda Grubben           | NOR  | 232    |
| 6                               | Martina Glagow          | GER  | 198    |
| 7                               | Florence Baverel-Robert | FRA  | 194    |
| 8                               | Tadeja Brankovič        | SLO  | 160    |
| 9                               | Magdalena Gwizdoń       | POL  | 152    |
| 10                              | Kong Yingchao           | CHN  | 144    |
| Eindstand na 8 wedstrijden      |                         |      |        |

| Wereldbeker 12,5 km massastart |                         |      |        |
| #                              | Naam                    | Land | Punten |
| 1                              | Kati Wilhelm            | GER  | 169    |
| 2                              | Oksana Chvostenko       | UKR  | 148    |
| 3                              | Jekaterina Jurjeva      | RUS  | 136    |
| 4                              | Kathrin Hitzer          | GER  | 134    |
| 5                              | Helena Jonsson          | SWE  | 126    |
| 6                              | Florence Baverel-Robert | FRA  | 125    |
| 7                              | Tadeja Brankovič        | SLO  | 121    |
| 8                              | Anna Carin Olofsson     | SWE  | 117    |
| 9                              | Andrea Henkel           | GER  | 116    |
| 10                             | Magdalena Neuner        | GER  | 114    |
| Eindstand na 5 wedstrijden     |                         |      |        |

| Wereldbeker 15 km individueel |                         |      |        |
| #                             | Naam                    | Land | Punten |
| 1                             | Andrea Henkel           | GER  | 140    |
| 2                             | Anna Carin Olofsson     | SWE  | 111    |
| 3                             | Martina Glagow          | GER  | 109    |
| 4                             | Florence Baverel-Robert | FRA  | 104    |
| 5                             | Tora Berger             | NOR  | 92     |
| 6                             | Jekaterina Jurjeva      | RUS  | 85     |
| 7                             | Oksana Chvostenko       | UKR  | 81     |
| 8                             | Kaisa Mäkäräinen        | FIN  | 78     |
| 9                             | Kati Wilhelm            | GER  | 75     |
| 10                            | Eveli Saue              | EST  | 70     |
| Eindstand na 4 wedstrijden    |                         |      |        |

1977/1978 · 
1978/1979 · 
1979/1980 · 
1980/1981 · 
1981/1982 · 
1982/1983 · 
1983/1984 · 
1984/1985 · 
1985/1986 · 
1986/1987 · 
1987/1988 · 
1988/1989 · 
1989/1990 · 
1990/1991 · 
1991/1992 · 
1992/1993 · 
1993/1994 · 
1994/1995 · 
1995/1996 · 
1996/1997 · 
1997/1998 · 
1998/1999 · 
1999/2000 · 
2000/2001 · 
2001/2002 · 
2002/2003 · 
2003/2004 · 
2004/2005 · 
2005/2006 · 
2006/2007 · 
2007/2008 · 
2008/2009 ·
2009/2010 ·
2010/2011 ·
2011/2012 ·
2012/2013 ·
2013/2014 ·
2014/2015 ·
2015/2016 ·
2016/2017 ·
2017/2018 ·
2018/2019 ·
2019/2020 ·
2020/2021 ·
2021/2022 ·
2022/2023 ·
2023/2024 ·
2024/2025
Alpineskiën ·
Biatlon ·
Bobsleeën ·
Freestyleskiën ·
Langlaufen ·
Noordse combinatie ·
Rodelen ·
Schaatsen ·
Schansspringen ·
Shorttrack ·
Skeleton ·
Snowboarden